# 1973-as Formula–1 argentin nagydíj
Az 1973-as Formula–1 világbajnokság szezonnyitó futama az argentin nagydíj volt.

## Futam
| Helyezés | #  | Versenyző            | Csapat/Motor      | Futott körök | Idő/Kiesés oka  | Rajthely | Pontszám |
| -------- | -- | -------------------- | ----------------- | ------------ | --------------- | -------- | -------- |
| 1        | 2  | Emerson Fittipaldi   | Lotus-Ford        | 96           | 1:56:18,2       | 2        | 9        |
| 2        | 8  | François Cevert      | Tyrrell-Ford      | 96           | 4,69            | 6        | 6        |
| 3        | 6  | Jackie Stewart       | Tyrrell-Ford      | 96           | 33,19           | 4        | 4        |
| 4        | 18 | Jacky Ickx           | Ferrari           | 96           | 42,57           | 3        | 3        |
| 5        | 14 | Denny Hulme          | McLaren-Ford      | 95           | + 1 kör         | 8        | 2        |
| 6        | 12 | Wilson Fittipaldi    | Brabham-Ford      | 95           | + 1 kör         | 13       | 1        |
| 7        | 32 | Clay Regazzoni       | BRM               | 93           | + 3 kör         | 1        |          |
| 8        | 16 | Peter Revson         | McLaren-Ford      | 92           | + 4 kör         | 11       |          |
| 9        | 20 | Arturo Merzario      | Ferrari           | 92           | + 4 kör         | 14       |          |
| 10       | 22 | Mike Beuttler        | March-Ford        | 90           | Felfüggesztés   | 18       |          |
| Kiesett  | 24 | Jean-Pierre Jarier   | March-Ford        | 84           | Hűtő            | 17       |          |
| Kiesett  | 30 | Jean-Pierre Beltoise | BRM               | 79           | Motorhiba       | 7        |          |
| HN       | 38 | Howden Ganley        | Iso Marlboro-Ford | 79           | Helyezés nélkül | 19       |          |
| Kiesett  | 4  | Ronnie Peterson      | Lotus-Ford        | 67           | Olajnyomás      | 5        |          |
| Kiesett  | 34 | Niki Lauda           | BRM               | 66           | Olajnyomás      | 13       |          |
| Kiesett  | 10 | Carlos Reutemann     | Brabham-Ford      | 16           | Váltó           | 9        |          |
| Kiesett  | 26 | Mike Hailwood        | Surtees-Ford      | 10           | Féltengely      | 10       |          |
| Kiesett  | 28 | Carlos Pace          | Surtees-Ford      | 10           | Felfüggesztés   | 15       |          |
| Kiesett  | 36 | Nanni Galli          | Iso Marlboro-Ford | 0            | Motorhiba       | 16       |          |

## Statisztikák
Vezető helyen:
- François Cevert: 57 (29-85)
- Clay Regazzoni: 28 (1-28)
- Emerson Fittipaldi: 11 (86-96)

Emerson Fittipaldi 7. győzelme, 1. leggyorsabb köre, Clay Regazzoni 3. pole-pozíciója.
- Lotus 42. győzelme.

Jochen Mass első versenye.